# Reichserbmarschall

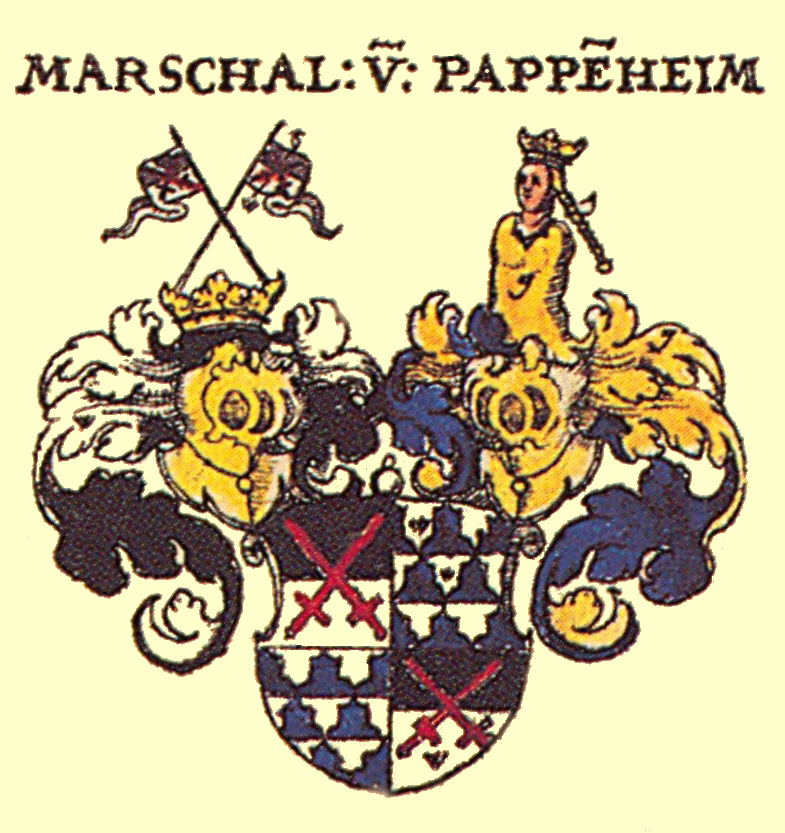
Wappen eines Marschalls von Pappenheim aus Siebmachers Wappenbuch

Das Amt des Reichserbmarschalls war eines der im Heiligen Römischen Reich in Vertretung der Kurfürsten vorgesehenen Erbämter.

## Erzamt und Erbamt

Wappen des Kurfürsten von Sachsen als Reichs-Erzmarschall

Wappen der Grafen von Pappenheim als Reichserbmarschälle

Jeder der weltlichen Kurfürsten bekleidete neben seiner Funktion bei der Königswahl ein bestimmtes Erzamt. Er konnte sich in der Ausübung dieses zeremoniellen Amtes bei der Kaiserkrönung durch eine altadlige Familie vertreten lassen. In diesen Familien wurden die Stellvertretungsämter weitervererbt, man sprach daher auch von Erbämtern.
Das Amt des Erzmarschalls (Archimareschallus) übte der Kurfürst von Sachsen aus. Sein Amtszeichen waren zwei gekreuzte rote Schwerter. Der Kurfürst gab die Ausübung der Zeremonien seines Erzamts als Erbamt an das Geschlecht der Pappenheimer weiter. Diese führten dann ebenfalls die beiden roten Schwerter im ersten und vierten Feld ihres Wappens.
Die Herren und späteren Reichsgrafen zu Pappenheim aus dem Altmühltal hatten als Erbmarschälle eine besondere Funktion beim kaiserlichen Krönungszeremoniell. Wie die anderen Vertreter adeliger Familien in Stellvertretung der Kurfürsten hatten sie eine der Reichsinsignien zu tragen (Erbtruchseß waren die Grafen von Waldburg, Erbschenk die Schenken von Limpurg und Erbkämmerer die von Bolanden-Falkenstein).
Für den Reichserbmarschall war bei der Krönung das Tragen des Reichsschwerts vorgesehen. Beim Krönungsmahl ritt er zu Pferd in einen aufgeschütteten Haferhaufen, der dem Pferd bis zum Bauch reichen musste. Damit wurde symbolisiert, dass der kaiserliche Marstall gut mit Futter versorgt war. Der Hafer wurde anschließend unter dem Volk verteilt.
Das Erbmarschallsamt besaß die Familie vermutlich schon ab 1100. Henricus de Pappenheim, der 1138 bis 1147 in Urkunden genannt wird, wurde erstmals in einer Urkunde von 1141 als Marschall tituliert. Ein weiterer Heinrich von Pappenheim nannte sich im Jahre 1263 Marschall von Gottes Gnaden des kaiserlichen Hofes und des Herzogtums Schwaben.
Der letzte Reichserbmarschall aus dem Hause Pappenheim war Karl Graf zu Pappenheim (1771–1853), der das Amt 1792 bei der Krönung von Franz II., dem letzten römisch-deutschen Kaiser, ausübte.

## Erbmarschall
Wie für den kaiserlichen Hof den Reichserbmarschall, so gab es auch für die Kurfürsten, Erzbischöfe, Bischöfe, Herzöge, Stiftsprälaten, Abteien und andere Reichsstände ihre Erbmarschälle. In Österreich hatten die heutigen Bundesländer Oberösterreich/Niederösterreich, Steiermark, Kärnten und Tirol ihre eigenen Erbämter.
In vielen Territorien des Heiligen Römischen Reichs führten adlige Familien daher den ständischen Ehrentitel eines Erbmarschalls oder Erblandmarschalls, siehe auch Liste der den Erbmarschallstitel führenden Familien. Dieser war jedoch in der Regel mit keiner Amtsfunktion, sondern höchstens mit zeremoniellen Vorrechten verbunden. In Bayern wurde den Herren und späteren Reichsfreiherren von Gumppenberg 1411 die Erbmarschallswürde von Oberbayern übertragen, die sie bis 1808 ausübten. In Hessen wurde im Jahre 1343 Ritter Heinrich von Eisenbach Erbmarschall, 1422 ging das Amt an die Brüder Eckhard II. und Friedrich von Röhrenfurth, schließlich 1432 an den Ritter Hermann II. Riedesel, dem Schwiegersohn Eckhards. Die Familie Riedesel übte das Amt bis zu seiner Aufhebung 1918 einheitlich für ganz Hessen aus. Noch heute ist nominell der Vorsitz in der Althessischen Ritterschaft an den Erben des Titels gebunden.

## Amtsinhaber
Träger des Stellvertreteramtes des Reichserbmarschalls (Auswahl):
- Haupt II. von Pappenheim (1380–1438)
- Georg von Pappenheim (1430–1485)
- Veit zu Pappenheim (1535–1600)
- Karl Theodor von Pappenheim (1771–1853), letzter amtierender Reichserbmarschall